# Invasione del Trentino (1848)
L'invasione del Trentino del 1848 fu un'operazione militare della prima guerra di indipendenza italiana condotta dai Corpi Volontari Lombardi del generale Michele Allemandi. Essa consistette nel fallito tentativo di forzare le difese austriache in Trentino e di aprirsi la strada verso Trento per bloccare i rifornimenti austriaci alle fortezze del Quadrilatero che giungevano lungo la valle dell'Adige. Iniziata il 5 aprile, l'operazione si concluse il giorno 27 con il ritiro sulle posizioni di partenza.

## Premesse
Allo scoppio della prima guerra di indipendenza italiana, ai volontari di Michele Allemandi, riuniti nei Corpi Volontari Lombardi del Governo provvisorio di Milano, venne comandato di penetrare nel Trentino occidentale attraverso il passo del Tonale e principalmente nelle Giudicarie. Lo scopo della manovra era di creare una sollevazione popolare alle spalle dell'armata austriaca impegnata nella pianura, occupando la città di Trento e tagliando così l'unica via di comunicazione che restasse libera tra Vienna e Verona. Il piano di invasione fu progettato dal colonnello Alessandro Monti, capo di stato maggiore dei volontari, e sottoposto inizialmente all'attenzione favorevole del comandante generale dei Corpi, il generale Teodoro Lechi, dei volontari bergamaschi del Bonorandi e del comandante Vittorio Longhena.

## Le truppe a disposizione
Michele Allemandi nei primi giorni di aprile giunse a disporre di una forza consistente in circa 5 000 uomini, male armati e equipaggiati, contro i 5 760 del comandante austriaco del Trentino, il colonnello Friedrich Zobel che aveva però a disposizione truppe bene addestrate (Kaiserjäger) e fanti e conduceva una guerra di contenimento in attesa di rinforzi dall'Austria. Il teatro bellico costringeva, inoltre, l'attaccante italiano a procedere lungo percorsi limitati e prevedibili, negandogli ogni vantaggio tattico di sorpresa. I volontari lombardi erano organizzati in quattro colonne ciascuna composta da quattro battaglioni di fanteria: la 1ª Colonna al comando del maggiore Luciano Manara, la 2ª Colonna al comando del ticinese colonnello Antonio Arcioni, la 3ª Colonna al comando del colonnello Ernest Perrot De Thannberg, la 4ª Colonna del colonnello Vittorio Longhena e il 1º Battaglione di linea bresciano del colonnello Beretta.

## Cronologia delle azioni dei Corpi Volontari

### L'avanzata in Trentino
- 1º aprile, il generale Michele Allemandi pone il suo quartier generale a Brescia.
- 2 aprile, la 4ª Colonna Longhena muove da Brescia attraverso la Valsabbia verso il territorio trentino meridionale delle Giudicarie.
- 3-4 aprile, la 4ª Colonna Longhena giunge a Vestone e alla Rocca d'Anfo attestando a Ponte Caffaro.

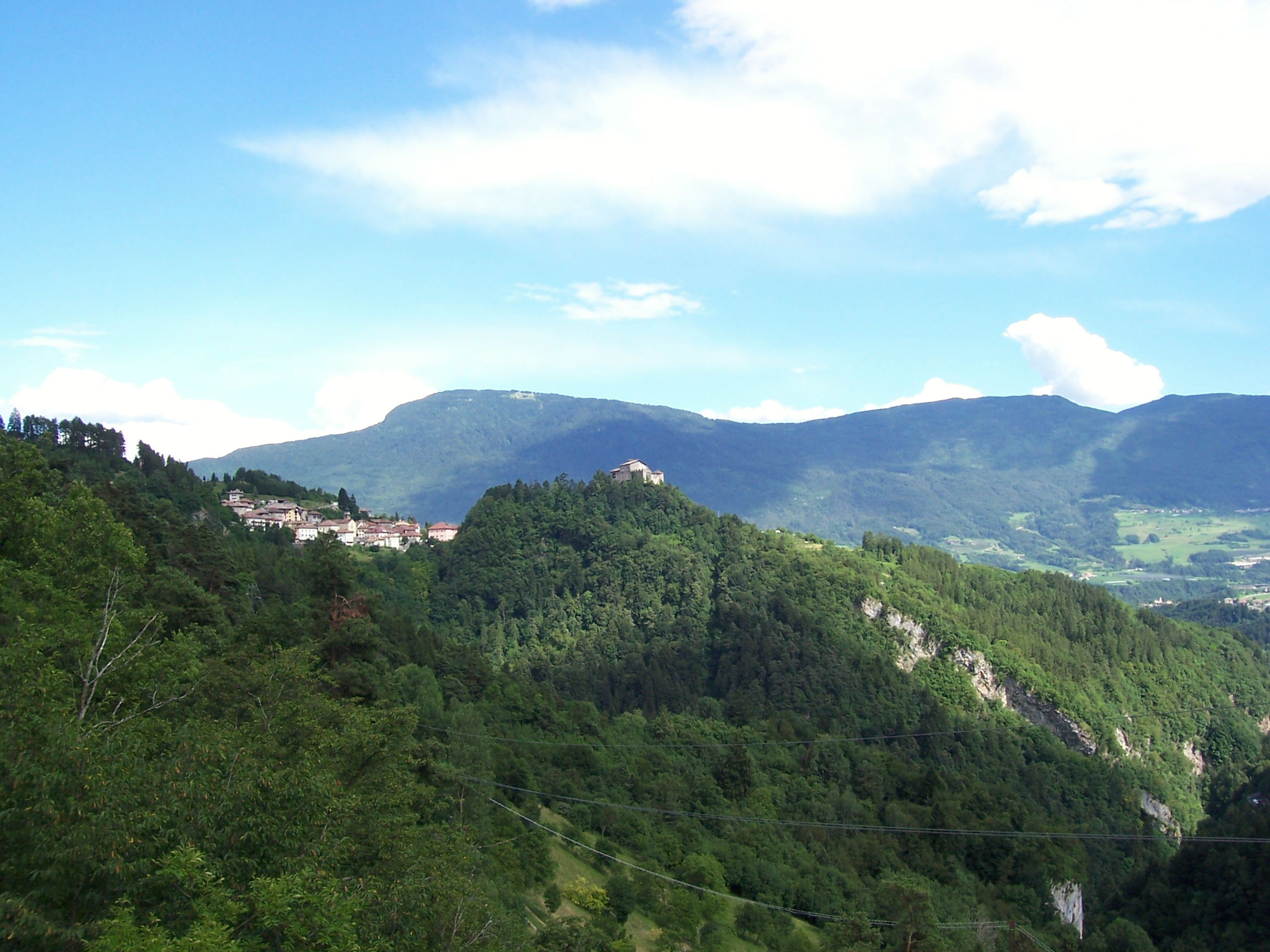
Stenico e il suo castello visto da Tione di Trento

Nella riunione dei Corpi Franchi, tenuta a Montichiari il 6 aprile, alla presenza di Luciano Manara, Antonio Arcioni, Vittorio Longhena e Ernest Perrot De Thannberg fu pianificata militarmente l'invasione dal generale Allemandi, che dava così effetto all'operazione. Il generale ordinò all'Arcioni e al Manara di portarsi con le proprie colonne il giorno 8 aprile da Desenzano alla Rocca d'Anfo e, passato il confine con il Trentino a Ponte Caffaro, di unirsi a Tione di Trento alla Colonna Longhena che era già in movimento verso quel luogo. Il corpo di spedizione venne ordinato in modo che la Colonna Longhena (formata da volontari bergamaschi, da bresciani comandati dal capitani Malossi e Odoacre Filippini e dai valsabbini al comando del maggiore Nicola Sedaboni) formasse l'avanguardia, il corpo di battaglia dalla Colonna Manara e quella dell'Arcioni, la retroguardia dalla Colonna Thannberg. Il generale Carlo Canera di Salasco, capo di stato maggiore dell'esercito piemontese, impegnato nell'attacco alle fortezze del Quadrilatero, rifiuta la proposta del generale Allemandi di spingere un'offensiva del corpo sabaudo, parallela all'avanzata giudicariese dei volontari, a Nago, Riva del Garda tramite uno sbarco sul litorale trentino effettuato da due battelli a vapore e naviglio vario.

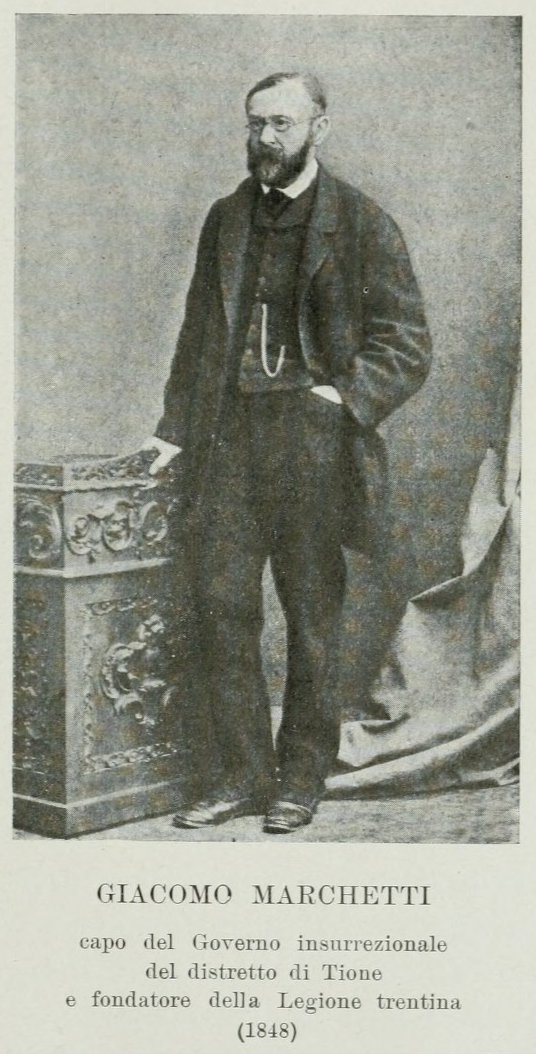
Giacomo Marchetti, fratello di Prospero, capo del Governo insurrezionale del distretto di Tione

- 8 aprile, la 4ª Colonna Longhena forte di 1 500 uomini varca il confine a Ponte Caffaro e si inoltra in territorio Trentino. Entra in Storo e a Condino, occupa gli sbocchi della Valle di Ledro sino al Ponale nei pressi di Riva del Garda. A Condino i volontari innalzano l'albero della libertà proclamando l'indipendenza e l'unità all'Italia.
- 9 aprile, la 4ª Colonna Longhena entra a Tione di Trento mentre i gendarmi austriaci si ritirano nel castello di Stenico. Il giudice di Tione si rifiuta di pronunciarsi per l'indipendenza, viene arrestato e spedito agli arresti a Brescia.
- 10 aprile, ricognizione a Stenico per osservare i movimenti del nemico asserragliato nel castello.
- 11 aprile, la 2ª Colonna Arcioni giunge a Tione di Trento e la 4ª Colonna Longhena parte per Stenico occupandolo. Gli austriaci si ritirano a Ponte Arche mentre i volontari procedono all'occupazione di Sclemo e San Lorenzo in Banale. A Tione viene istituito il Governo provvisorio con presidente il dottor Giacomo Marchetti.
- 12 aprile, tutta la 2ª Colonna Arcioni si concentra a Stenico.
- 14 aprile, battaglia di Ponte delle Sarche tra le Colonne Arcioni e Longhena e un corpo di 600 austriaci comandati dal capitano Patz. Gli austriaci vengono sconfitti, respinti a Castel Toblino ove furono assediati dai volontari della 4 ª Colonna Longhena. I volontari accusano 1 morto e 4 feriti.

Parallelamente si svolgeva una seconda invasione, più a nord, lì dove la Lombardia confina con il Trentino sul Passo del Tonale, qui, 150 volontari della compagnia Scotti appartenenti alla 4ª Colonna Longhena penetrano in Val di Non dal passo di Campiglio con l'intento di scendere a Trento.
- 15 aprile, Longhena toglie l'assedio a Castel Toblino all'approssimarsi degli austriaci del maggiore Burlo provenienti da Trento e ripara a Stenico. Volontari della 2ª Colonna Arcioni inseguono gli austriaci fino a Vezzano ma sono costretti a ritirarsi di fronte alle barricate erette dal nemico. 21 volontari bergamaschi al comando del tenente Antonio Gasparini sono catturati a Sottovi nei pressi del lago di Santa Massenza e trasferiti a Trento, mentre a Calavino viene issato il tricolore sul campanile della chiesa.

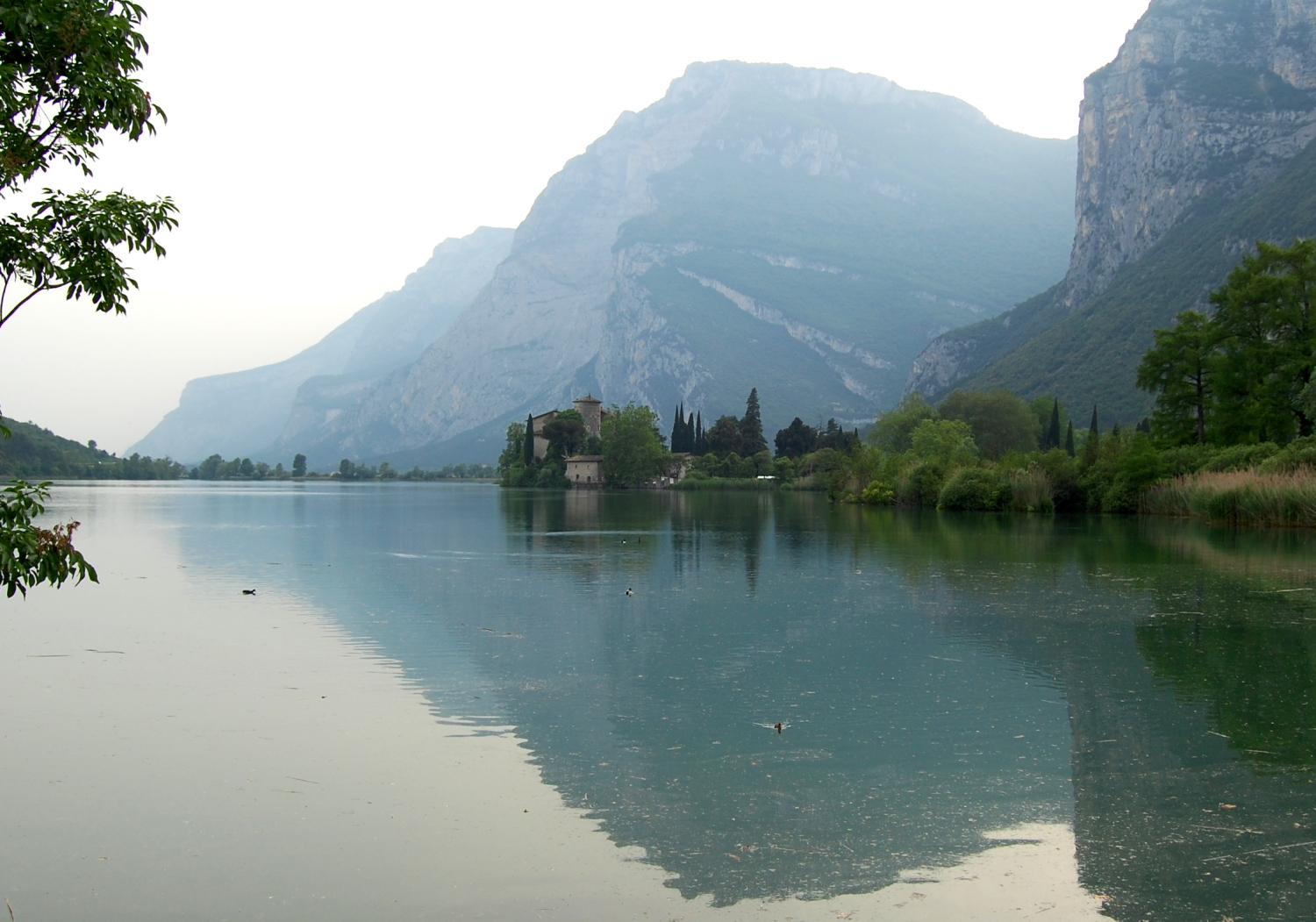
Castel Toblino il punto massimo raggiunto dall'avanzata dei volontari.

A metà aprile le forze dei Corpi Volontari impegnate in Trentino contano 4 600 uomini, così suddivisi:
- Volontari bergamaschi: 450 uomini.
- Battaglione volontari della Valtrompia e Valle Sabbia di Nicola Sedaboni: 500 uomini.
- 2ª Colonna Arcioni: 1 200 uomini.
- Volontari bresciani di Malossi: 350 uomini.
- Volontari cremonesi del maggiore Gaetano Tibaldi: 250 uomini.
- Volontari tirolesi della Legione trentina: 150 uomini.
- 4ª Colonna Longhena: 1 500 uomini.
- 16 aprile, a Stenico i volontari dell'Arcioni accusano di tradimento il Longhena per non aver contrastato gli austriaci a Castel Toblino il quale ripara a Tione per sfuggire alla collera della truppa. I 21 volontari catturati a Vezzano, vengono fucilati nel Castello del Buonconsiglio a Trento alle ore 4.00 per ordine del colonnello Friedrich Zobel. Il Governo provvisorio di Brescia richiama nella città Vittorio Longhena, mentre Arcioni assume il comando delle due colonne. La 1ª Colonna Manara giunge a Tione.
- 17 aprile, il battaglione del colonnello Beretta, con due pezzi di artiglieria, si unisce a Tione alla 2ª Colonna Arcioni mentre Stenico viene abbandonato a causa del sopraggiungere di un forte reparto austriaco. Nei pressi di Arco di Trento, in località Varone, i volontari bresciani delle compagnie bresciane di Nicola Sedaboni e Malosso vengono respinte dagli austriaci della guarnigione di Riva del Garda. Ordine del generale Allemandi, visto il mancato apporto dell'esercito piemontese, a tutti i Corpi Volontari Lombardi di ritirarsi dal Trentino e acquartierarsi a Bergamo e Brescia per procedere alla riorganizzazione dei vari reparti.

## L'eccidio dei 21 di Trento

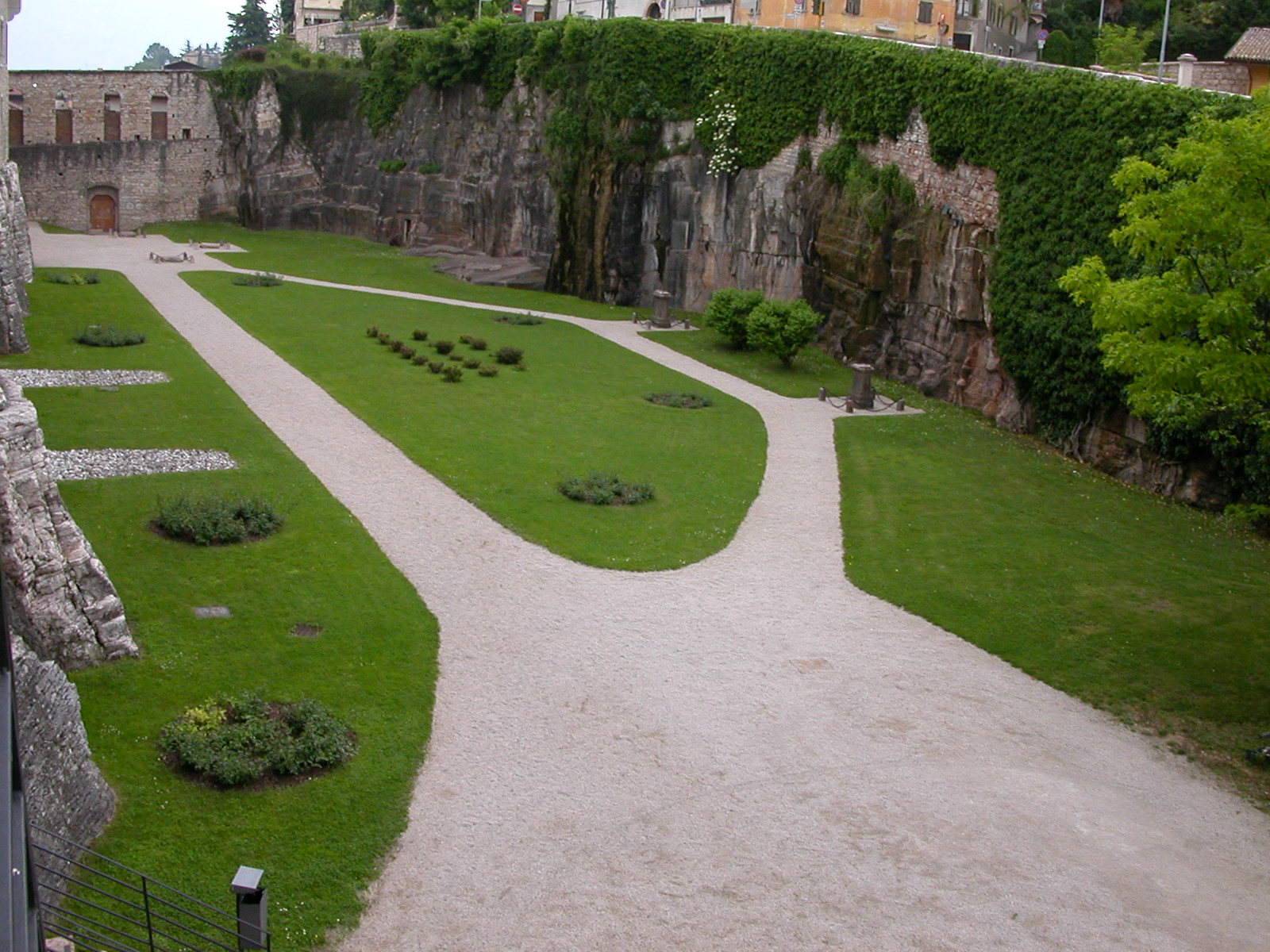
La Fossa della Cervara del Castello del Buonconsiglio ove furono fucilati i 21 volontari.

Catturati il 15 aprile 1848 a Santa Massenza dagli austriaci del maggiore Burlo della Brigata del colonnello Friedrich Zobel, i volontari lombardi furono portati nel castello del Buonconsiglio a Trento e fucilati sommariamente all'alba del giorno successivo, alle ore 4.00, nella fossa della Cervara. Gli austriaci difatti consideravano i volontari alla stregua dei banditi o ribelli e non degli appartenenti ad un esercito regolare come poteva esserlo quello piemontese, quindi chi cadeva loro prigioniero subiva la condanna a morte. Secondo lo storico trentino Agostino Perini fra di loro vi erano dei disertori del 43º Reggimento fanteria “Geppert”, mentre per l'austriaco Karl von Schönhals 17 volontari indossavano ancora le divise austriache dei Reggimenti "Geppert" e "Haugwitz". Il feldmaresciallo von Welden, comandante dell'esercito forze austriache operanti in Tirolo, giunto a Trento il 17 aprile, ordinò ai suoi ufficiali il divieto di fucilazione dei prigionieri anche se disertori eccetto le spie ritenute tali.
Dei 21 giovani, 16 erano bergamaschi e quattro sconosciuti; fra tutti fu identificato solamente il volontario Luigi Blondel, svizzero d'origine e nipote dello scrittore Alessandro Manzoni. Prima di essere ucciso Blondel sembra abbia donato il proprio orologio ad uno dei suoi fucilatori. Nel 1859 i resti dei 21 giovani bergamaschi vennero riesumati dalla fossa del castello e chiusi in un'urna poi deposta nella cappella Larcher nel cimitero cittadino. Il 20 giugno 1948 l'urna fu prelevata dal cimitero e trasportata, con gli onori militari, su un affusto di cannone fino al castello del Buonconsiglio. Qui, dopo una solenne cerimonia, fu consegnata dal sindaco di Trento Tullio Odorizzi al sindaco di Bergamo che la depose poi nel famedio della sua città. La loro morte è ricordata dall'obelisco risorgimentale di Padergnone, eretto nel 1919.

### Il contro attacco austriaco
Il tenente maresciallo barone Ludwig von Welden, comandante generale del Tirolo, giunto a Trento il 17 aprile dall'Austria, si decise a sgomberare la regione da tutti gli insorti al fine di garantire le comunicazioni con Verona, e perciò il 19 aprile, disponendo di circa 5 760 uomini e cinque cannoni, ordinò un attacco generale ai Corpi Volontari Lombardi. Il piano di battaglia prevedeva il movimento di una colonna alla volta di Cles, un'altra, condotta dal colonnello Andreas Melczer von Kellemes, verso Molveno, la principale comandata dallo stesso barone Welden verso Vezzano e un'altra più a sud verso l'alto lago di Garda al comando del colonnello Friedrich Zobel.
- 18 aprile, i volontari vengono respinti a Riva del Garda dal colonnello Zobel con diversi morti e feriti. Il capitano Scotti entra a Cles.
- 20 aprile, battaglia di Sclemo nei pressi di Stenico e battaglia a Malé in località Pondasio, qui, il colonnello Andreas Melczer von Kellemes con 3 compagnie di kaiserjäger, fanti di Baden e una compagnia di tiratori di Bolzano supportati da due cannoni e cavalleria, una forza complessiva di 600 uomini, attacca i 500 volontari bergamaschi del capitano Scotti, prima a Cles, retrocessi poi a Malé e infine al Passo del Tonale.

### La battaglia di Sclemo

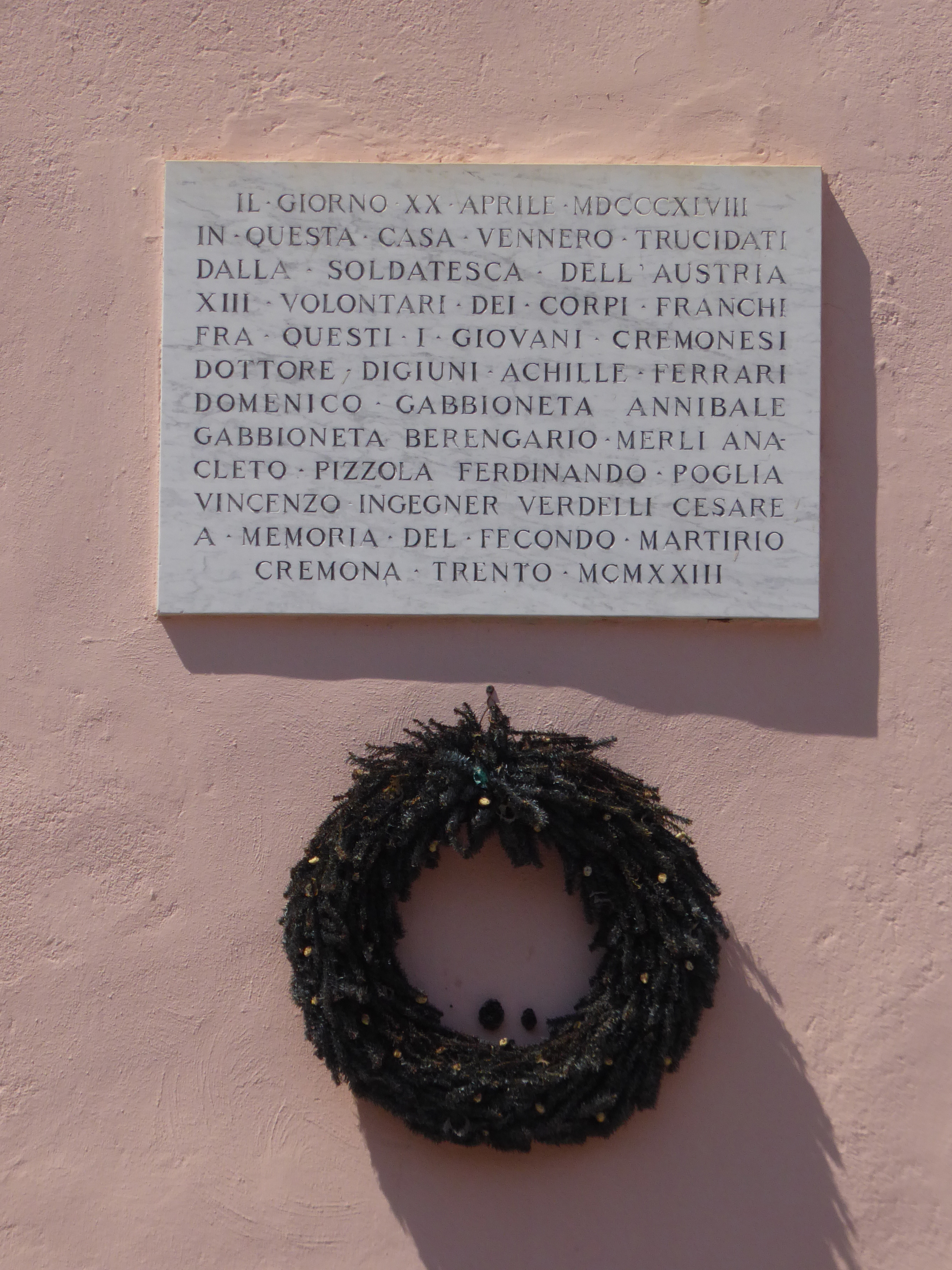
Targa in memoria dell'eccidio di Sclemo, nella locale piazza dei Corpi Franchi

Il 20 aprile con l'avanzata minacciosa degli austriaci verso Stenico, i volontari si posero a difesa dell'abitato schierando sul fianco sinistro, intorno al villaggio di Tavodo, la Colonna Arcioni, a destra si dispose la Colonna Manara a difesa di Villa Banale e Sclemo; tra i due, per collegamento i volontari cremonesi di Gaetano Tibaldi. Al primo attacco nemico una compagnia di carabinieri svizzeri che si trovava all'interno di Sclemo si ritirò disordinatamente senza avvisare i comandanti, la fanteria austriaca ne approfittò entrando nel villaggio scardinando così il dispositivo italiano.
La 1ª Colonna Manara e i volontari cremonesi del maggiore Gaetano Tibaldi contrastarono, sotto un diluvio di pioggia, 2 000 austriaci del maggiore Scharinger von Lamazon. Sconfitti furono costretti a ritirarsi a Stenico e poi a Tione lasciando sul terreno 35 morti e feriti, tra i quali 13 volontari cremonesi che, feriti avevano trovato rifugio in una stalla di Sclemo, furono assassinati a baionettate dalla fanteria nemica.
Gli austriaci accusarono 1 morto e pochi feriti e al riguardo del fatto riportiamo la testimonianza di un ufficiale austriaco che partecipò al combattimento:
(1848)
Nel 1923, con il ritorno del Trentino all'Italia, fu eretto a Sclemo un monumento ai volontari trucidati mentre la città di Cremona dedicò alla loro memoria una via della città e ogni anno, nel giorno dell'anniversario dell'eccidio, depone una corona di fiori ai piedi del monumento.

### Il ripiegamento dei Corpi Volontari
- 21 aprile, il maggiore Luciano Manara riceve a Tione l'ordine del generale Michele Allemandi di ritirarsi dal Trentino e raggiungere Bergamo e Brescia.
- 22 aprile, la 3ª Colonna Thannberg e il Battaglione Beretta retrocedono a Condino e a Storo. Viene respinto un attacco austriaco al Passo del Tonale mentre al Ponte di Storo dopo un combattimento con gli austriaci i volontari accusano 8 morti e 2 feriti[5].
- 24 aprile, combattimento a Tiarno di Sopra tra la Compagnia napoletana del maggiore Paolo Giardino, un ex ufficiale dell'esercito borbonico, appartenente alla 3ª Colonna Thannberg e due battaglioni austriaci di fanti ungheresi. I volontari retrocedono a Storo mentre cade prigioniero il volontario Aristide Degli Antichi di Monza che viene sommariamente fucilato a Tiarno di Sopra per ordine del capitano Lainej che teme possa essere accolta la domanda di grazia inoltrata dal prigioniero al barone Ludwig von Welden[6]. Secondo il colonnello Ernest Perrot De Thannberg gli austriaci accusano 22 morti e 30 feriti mentre i suoi volontari 5 morti e 12 feriti[7]; stime più attendibili attribuiscono 7 morti ai Corpi Volontari Lombardi e alcuni feriti fra gli imperiali. Il 24 aprile i volontari occupano la Val Vestino. I rappresentanti dei Comuni riuniti da don Andrea Springhetti, parroco di Turano, nella locale canonica decidono solennemente, tutti insieme, di "aderire in tutto e per tutto al Governo provvisorio bresciano"[8].
- 27 aprile, alcune unità dei Corpi Volontari Lombardi si attestano sulle posizioni di partenza di Ponte Caffaro e monte Stino concludendo la ritirata. Il 21 maggio il comune di Lodrone e i comuni della Val Vestino, di Turano, Magasa, Moerna, Armo, Bollone e Persone sono occupati "dagli insorti italiani"[9].

## Considerazioni conclusive

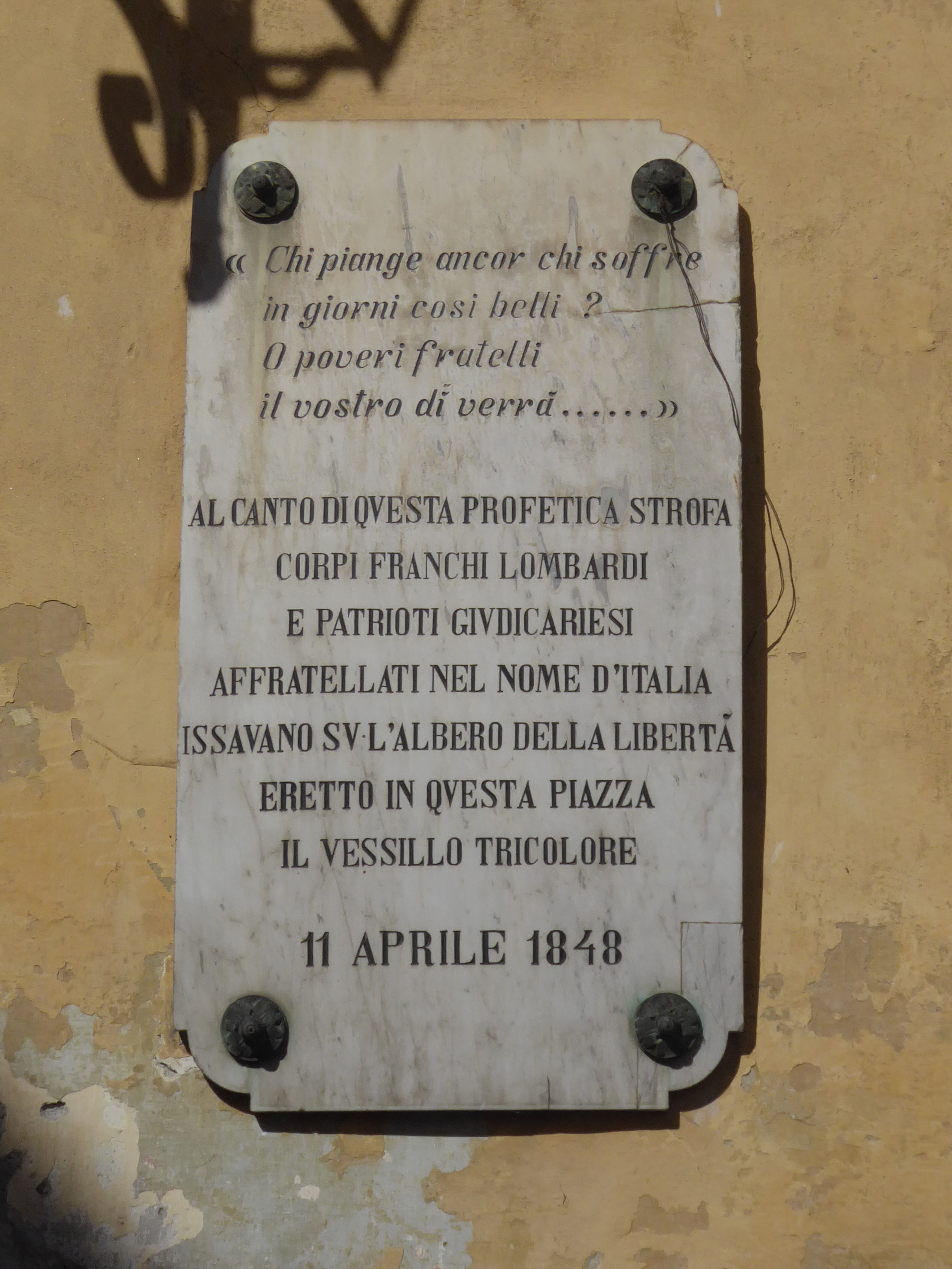
Targa commemorativa dell'evento sull'ex palazzo della pretura di Tione di Trento

Secondo gli storici, la spedizione fallì perché i volontari agirono staccati, indipendenti in piccole unità, senza un accordo, un piano militare in cui ognuno faceva la propria parte, lo stesso generale Michele Allemandi non si mise a capo delle truppe ma seguì gli avvenimenti da lontano rinchiuso nel suo quartier generale di Salò. A Castel Toblino combatterono solo i militi dell'Arcioni, a Sclemo quelli di Luciano Manara e di Gaetano Tibaldi, ad Arco di Trento quelli del Longhena, ossia i volontari bresciani della Valsabbia e della Valtrompia comandati da Nicola Sedaboni. Manara e Tibaldi giunsero a Stenico quando già si era combattuto a Ponte Sarche e a Castel Toblino. Quando i volontari retrocedevano da Tione, la Colonna Thannberg era in Val di Ledro e i volontari del colonnello Beretta (Disertori del Reggimento fanteria "Haugwitz") giungevano a Ponte Caffaro. Non avvenne la sollevazione popolare tanto attesa anche se questa accolse i volontari con collaborazione e compiacimento.
Anche per Giuseppe Zanardelli, volontario nella Compagnia Sandri, in una memoria consegnato allo storico bresciano Federico Odorici, lamentava che i Corpi furono abbandonati a sé stessi, senza un'unità di comando e con comandanti incapaci d'autorità che non seppero mantenere la disciplina nei loro sottoposti.
La fallita impresa in Trentino suscitò un grande rumore in Lombardia e si levarono forti accuse contro l'inefficienza del generale Michele Allemandi e del Governo provvisorio di Milano. Il Governo fu accusato di non aver supplito ai bisogni dei volontari, lasciandoli privi di denari, viveri e munizioni e il generale fu incolpato di un mostruoso accozzamento d'ordini e contro ordini inesplicabili, che produssero l'infelice esito di quel tentativo. Allemandi accusato di tradimento venne arrestato a Bergamo e fu poi trasferito dal Governo a Milano per salvarlo dall'esasperazione del popolo.
Con decreto del Governo Provvisorio Lombardo emanato a Milano il 17 aprile 1848 i Corpi Volontari Lombardi vengono organizzati in milizie regolari suddivisi i reggimenti e battaglioni e richiamati dal Tirolo. Alcuni reparti furono sciolti altri, come la colonna Arcioni che se ne ritornarono a casa rientrando nel Ticino. Vista la condotta fallimentare del generale Allemandi viene sostituito nel comando dei Corpi dal generale Giacomo Durando.
Il 18 agosto 1849 il governo austriaco emanò un'amnistia generale per tutti quelli che si erano compromessi nei moti insurrezionali inoltre, visto l'appoggio manifestato dal clero ai rivoltosi, proibì l'elezione popolare dei sacerdoti sostituendola con la nomina vescovile.

## Conseguenze da parte austriaca: la fortificazione dei passi alpini
La campagna aveva dimostrato negli alti comandi austriaci, vista la facilità con cui erano penetrati nel territorio i volontari fino al villaggio di Vezzano, l'importanza di disporre di un'adeguata protezione dei valichi alpini aperti sulla Lombardia e sul Veneto. Pertanto nel settore meridionale trentino si procedette tra il 1849 e il 1866 alla costruzione nelle Giudicarie dei forti d'Ampola presso Storo, di Lardaro, nella zona del Lago di Garda del forte del Ponale, della Rocchetta a Riva del Garda, di Nago, Malcesine e di Buco di Vela, presso il Passo del Tonale del forte di Strino, del Gomagoi presso il Passo dello Stelvio, del Ponte di Mostizzolo sul torrente Noce e di Trento. Contro queste fortificazioni andranno a cozzare l'avanzata del Corpo Volontari Italiani di Giuseppe Garibaldi nel 1866 e quella del Regio esercito italiano del maggio del 1915.